# Markus Rimser
Markus Rimser (* 1975 in St. Pölten) ist ein österreichischer Unternehmensberater und Autor auf den Gebieten der Ausbildung und Qualifizierung von Personaltrainern, Personalwesen und der Methodenforschung psychosozialer Beratung.

## Leben
Markus Rimser studierte Angewandte Betriebswirtschaft an der Wirtschaftsuniversität Wien und promovierte im Fach Andragogik (spezielle Betriebspädagogik) an der Universität Klagenfurt mit der Dissertation "Coaching im Spannungsfeld der Lebensberatung". Seit 1997 betreibt er die Corporate Consult Unternehmensberatung.
2009/2010 unterrichtete er an der Fachhochschule Kärnten im Bereich Personalrekrutierung und Eignungsdiagnostik.
Auf dem Gebiet der systemischen Beratung publizierte Rimser mehrere Lehrbücher und Anleitungen. Rimser publizierte außerdem 2006 das Buch Generation Resource Management zum Personalmanagement unter den Bedingungen des demografischen Wandels.

## Auszeichnungen
Rimsers HR-Konzept Generation Resource Management wurde 2006 vom österreichischen Wirtschaftsförderungsinstitut mit dem Wifi Trainer Award ausgezeichnet.

## Publikationen
- Wolfgang Polt, Markus Rimser: Aufstellungen mit dem Systembrett. Systemische Interventionen für Coaching, Beratung und Therapie. Ökotopia, Münster 2006. ISBN 978-3-86702-006-0.
- Generation Resource Management. Innovative HR-Konzepte im demografischen Wandel. Rosenberger Fachverlag, Leonberg 2006. ISBN 978-3-931085-56-8.
- Coaching im Spannungsfeld der Lebensberatung: Guiding – Ein integratives Modell psychosozialer Beratung (Betriebspaedagogik). Peter Lang Verlag, Frankfurt 2008, ISBN 978-3-631-57057-9.
- Fit4Job. Erfolgreich Bewerben (mit Eva Pollak und Susanne Köck-Eripek). BoD Verlag, Norderstedt 2010. ISBN 978-3-83916-258-3.
- Skills für Trainer. Das Train-the-Trainer Handbuch (als Herausgeber). Ökotopia, Münster 2011. ISBN 978-3-86702-115-9.